# كارل أولريش (سياسي)
كارل أولريش (بالألمانية: Carl Ulrich)‏ (و. 1853 – 1933 م) هو سياسي، ومصور ألماني، ولد في براونشفايغ، كان عضوًا في الحزب الديمقراطي الاجتماعي الألماني، توفي في دارمشتات، عن عمر يناهز 80 عاماً.

## مناصب
تولى منصب عضو مجلس النواب الألماني للجمهورية فايمار
- عضو مجلس النواب الألماني للإمبراطورية الألمانية

.